# Wannchampsus
Wannchampsus ("cocodrilo de Wann Langston, Jr.") es un género extinto de neosuquio paraligatórido, cercano a los crocodilianos pero sin formar parte de ese grupo. Es conocido a partir de fósiles descubiertos en rocas del Cretácico Inferior en el norte-centro de Texas, Estados Unidos.

## Descripción y clasificación
Wannchampsus se basa en el espécimen holotipo SMU 76604, un cráneo parcial y la mandíbula. Este fósil está sujeto por la matriz rocosa a otro cráneo parcial del mismo género y especie, SMU 76605. Algunos otros fósiles fueron hallados asociados, en su mayoría procedentes de las extremidades delanteras y las vértebras. Estos fósiles fueron hallados en estratos del piso Aptiense (Cretácico Inferior) de la formación Twin Mountains, al suroeste de Stephenville, en el Condado comanche (Texas); el sitio es conocido como la localidad de dinosaurios Proctor Lake. Wannchampsus fue descrito en 2014 por Thomas Adams. La especie tipo es W. kirpachi, en honor de Wesley Kirpach, "quien fue determinante en el descubrimiento y excavaciones del espécimen tipo".

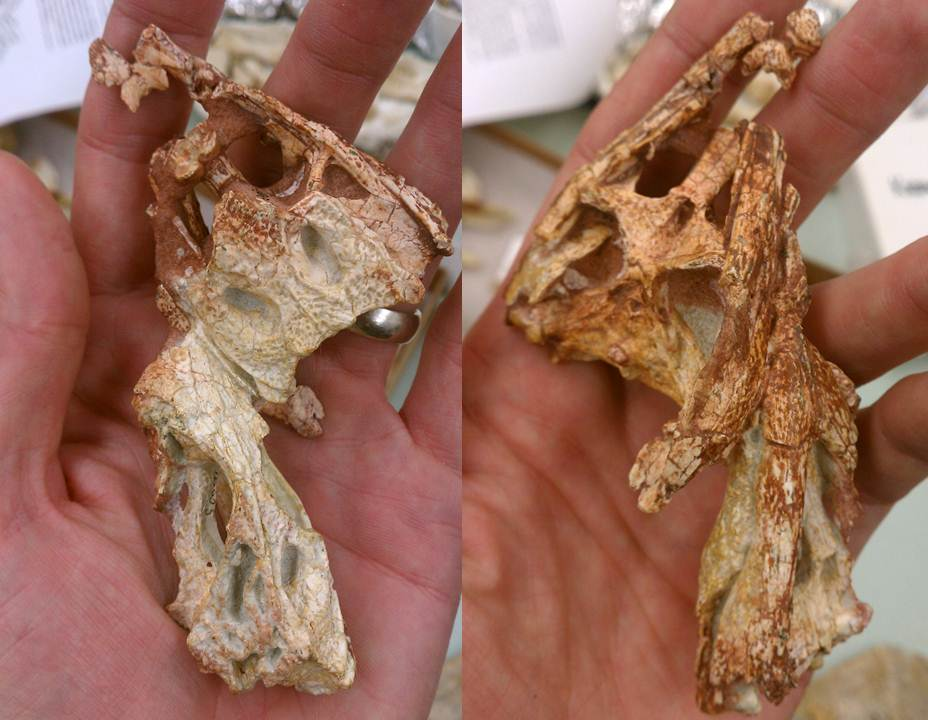
Cráneos fosilizados de W. kirpachi.

Los cráneos son descritos como "bajos y anchos", y son pequeños; se estima que SMU 76604 medía 64 milímetros de longitud, mientras que SMU 76605 mediría unos 62 milímetros de largo. La mandíbula carece de fenestras mandibulares externas, y el tercer diente del maxilar (el hueso que contiene la mayoría de los dientes en el cráneo) y el cuarto diente del dentario (el hueso con dientes de la mandíbula) son alargados. Los dientes se vuelven más anchos y menos cónicos hacia la zona posterior de la boca, y los dientes de la zona anterior de la mandíbula se proyectan hacia adelante (el extremo anterior del cráneo, compuesto por el hueso premaxilar, es desconocido). Los rasgos del cráneo y las vértebras indican que los individuos eran subadultos. Adams llevó a cabo un análisis filogenético y encontró que Wannchampsus kirpachi es un paraligatórido derivado, cercanamente relacionado con la "forma de Glen Rose", a la cual él considera como perteneciente al género Wannchampsus.